# Джефри Дамър
Джефри Лайнъл Дамър (на английски: Jeffrey Lionel Dahmer), известен също така като Канибала от Милуоки, е американски сериен убиец, извършител на сексуални престъпления като изнасилвания, убийства и разчленяване на седемнадесет мъже и момчета в периода между 1987 г. и 1991 г. Някои от по-късните му убийства са свързани също така с некрофилия, канибализъм и съхраняване на части от тялото – обикновено цялата или само част от скелетната структура.
Въпреки че няколко психиатри го диагностицират с психично разстройство, той е осъден за петнадесетте от шестнадесетте убийства, извършени в Уисконсин. Дамър е осъден на доживотен затвор с 15 последователни срока на 15 февруари 1992 г. По-късно е осъден на шестнадесети срок на доживотен затвор за допълнително убийство, извършено в Охайо през 1978 г.
На 28 ноември 1994 г. Дамър е пребит до смърт в затвора от Кристофър Скарвър – друг затворник в Колумбийския затвор.